# Sint-Katharinakerk (Hoogstraten)

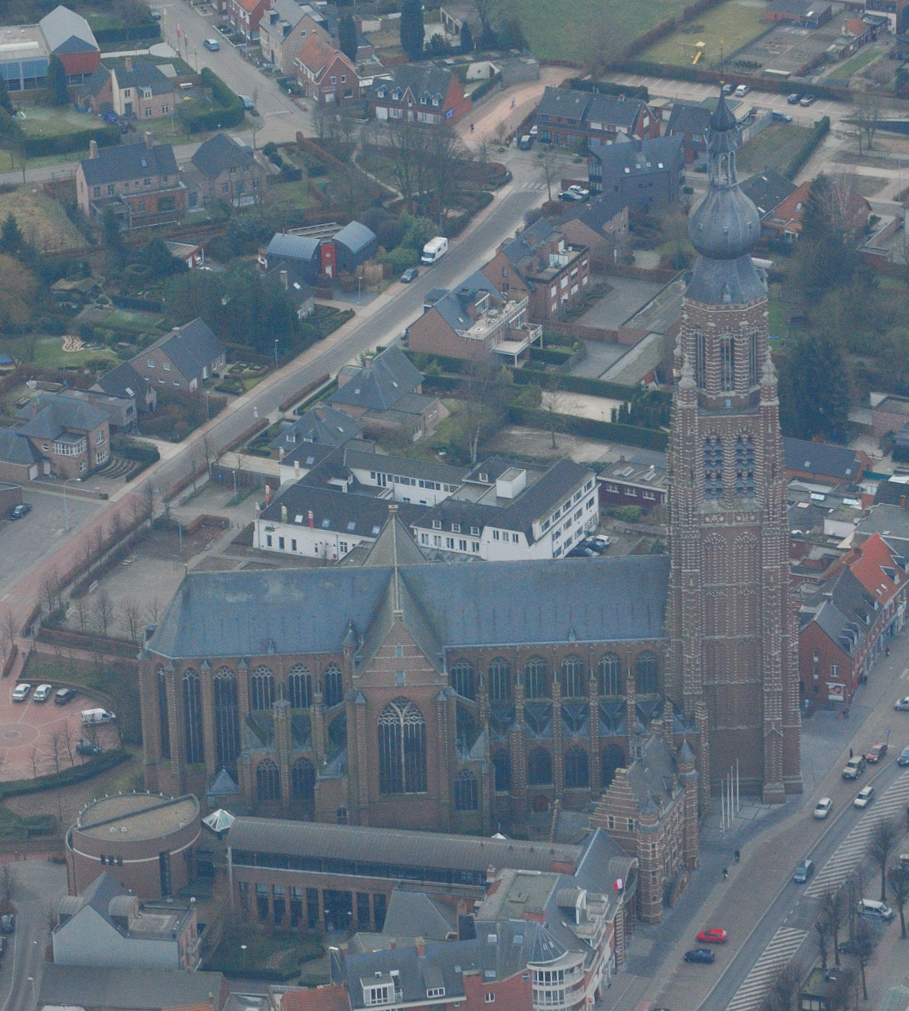
Noordgevel met stadhuis rechts op de voorgrond

De Sint-Katharinakerk in Hoogstraten werd gebouwd tussen 1525 en 1550 in opdracht van Antoon van Lalaing en Elisabeth van Culemborg, graaf en gravin van het graafschap Hoogstraten. Het imposante bouwwerk wordt ook wel genoemd als “kathedraal van de Kempen” of in de volksmond “ons Katrien”.
De kerk is in laatgotische stijl opgetrokken. In feite is het een mengvorm tussen Kempense gotiek en Brabantse gotiek naar plannen van architect Rombout II Keldermans (overleden in 1531). De toren is 104.7 meter hoog en vierkant aan de basis. Dit komt overeen met ongeveer 150 Brabantse el want de meter bestond nog niet in de 16e eeuw. De basis van de klokkentoren is vierhoekig die overgaat in een achthoekige (8 is het getal van de oneindigheid) kaars met vlam, een dubbele peerspits bedekt met leien. Witte speklagen uit zandsteen maken de kerk tot een flamboyant geheel.
De kerk is het derde hoogste kerkgebouw in België. Kenmerkend is de rode Kempense baksteen, dat zelden gebruikt wordt voor torens van die omvang. De hoogste bakstenen toren in Europa is die van de Martinskirche in Landshut, Duitsland (130,6 meter). De hoogste bakstenen toren van België is die van de Onze-Lieve-Vrouwekerk in Brugge (115 meter). De baksteen die gebruikt is voor de Onze Lieve Vrouwekerk van Brugge is eerder geel van kleur, terwijl de Sint-Katharinakerk van Hoogstraten opgetrokken is in de typische rode baksteen van de streek. Hoewel ze niet de hoogste bakstenen kerk in België is, is ze wel de kerk waar de baksteen het hoogste ligt. 
(zie ook Lijst van hoogste kerktorens).
De kerk had niet te lijden onder de godsdienstrellen in de 16e eeuw, maar op 23 oktober 1944 werd de toren net voor de bevrijding door de terugtrekkende Duitse troepen gedynamiteerd. De wederopbouw volgde vanaf 1952 tot 1958 onder impuls van deken Lauwery.
Sinds 1936 is de kerk een beschermd monument.

## Bouwgeschiedenis
De Sint-Katharinakerk kwam op dezelfde plaats waar voorheen een kleine romaanse kerk stond. Deze kerk werd in de 13e en 14e eeuw en na een brand in 1442 heropgebouwd in gotische stijl. Uiteindelijk werd ze volledig gesloopt voordat men aan de bouw begon van de huidige kerk.
Op 18 november 1525 werden de bouwwerken gestart. Het waren Antoon van Lalaing en Elisabeth van Culemborg, graaf en gravin van het graafschap Hoogstraten die opdracht gaven tot de bouw van de kerk. Ze werd gebouwd naar een ontwerp van Rombout II Keldermans. zijn neef Anthonis III Keldermans kreeg de verantwoordelijkheid over het metselwerk van de toren. De werfleider was Hendrik Lambrechts.
De aanvankelijke plannen waren om een vijfbeukige kerk te bouwen met in de buitenste beuken doorlopende zijkapellen, naar het voorbeeld van de kerk in Bourg-en-Bresse. Deze plannen werden echter herzien en herleid tot een goedkopere driebeukige kerk. De werken lagen waarschijnlijk om budgettaire redenen stil tussen 1534 en 1535. Niettegenstaande de keuze voor een plaatselijke baksteen als bouwmateriaal zorgde de moeizame levering van witte stenen herhaaldelijk voor bouwvertraging. De kerk werd op 5 oktober 1544 ingewijd. De toren werd in 1546 volledig afgewerkt. Doorheen de tijd werd er op toegezien dat het monument geen veranderingen onderging in architectuur of stijl. Steeds werd zoveel mogelijk naar het authentieke terug gegrepen.
In die tijd werden door dezelfde opdrachtgevers het stadhuis, het Gelmelslot en het clarissenklooster gebouwd.

### Vernieling en heropbouw
Op het einde van de Tweede Wereldoorlog bij de bevrijding van Hoogstraten (23 oktober 1944) werd de toren opgeblazen door het Duitse leger. De Duitsers vreesden dat de toren dienst kon doen als uitkijkpost voor de geallieerden. De toren vernielde in zijn val de middenbeuk en het stadhuis naast de kerk. Alleen de koorpartij, een gedeelte van de kruisbeuk, de zuilen en de bogen van de middenbeuk bleven toen overeind. Alle aanwezige glaswerken werden vernield. De meeste glas-in-loodramen waren echter sinds 1941 opgeborgen in de grafkelder van rijksvorst Niklaas-Leopold van Salm-Salm en konden in 1952 worden herplaatst. Op 29 maart 1945 werd de kerk een tweede maal getroffen, door een V1-bom die het hoogkoor beschadigde.
De toren en de kerk werden naar origineel plan heropgebouwd onder de leiding van de architecten Jozef-Louis Stynen en Pol Berger. Er werd echter voor een betonnen dakgebinte gekozen.
Op 1 juni 1958 was de laatste fase van de werken voltooid.

### Restauratie 2017-2026
Sinds 2000 werden steeds vaker vallende stenen van de kerktoren vastgesteld. Regelmatig werden er alpinisten ingezet om de toren vrij te maken van loszittende stenen.
Eind juni 2009 ontdekte men dat de toren begon scheef te zakken, weg van de middenbeuk. Dit is zowel binnen als buiten goed te zien door scheuren in de muur. Er vielen ook regelmatig stukken baksteen en zandsteen naar beneden, zodat men gedwongen was een net te spannen. Volgens sommigen is het scheefzakken te wijten aan de mindere kwaliteit van het materiaal dat na de Tweede Wereldoorlog gebruikt werd om de kerk herop te bouwen. Er werd ook betonrot vastgesteld en de leien op de "ui" waren aan vervanging toe.
De verschillende fasen van de restauratiewerken:
- Noodrestauratie metselwerk toren (oktober 2017 - september 2019)
- Vernieuwing beiaard en afschermen draagbalken van het metselwerk (januari 2018 - september 2019)

Versnelde weergave restauratie toren en klokken op YouTube
Tijdens deze werken werd beslist, er werden niet minder dan zeven lekken in het dak vastgesteld, om het hele kerkgebouw een grondige onderhoudsbeurt te geven. Tevens kwam men er achter dat bij de heropbouw van de kerk in de jaren vijftig geen toplaag op de bepleistering was aangebracht. In feite waren er dus nog hiaten in de afwerking van de kerk. De planning werd onderverdeeld in vijf fasen:
1. (januari 2018 - maart 2020): schip
2. (najaar 2021 - september 2022): zuidzijde
3. (augustus 2022 - najaar 2024): koorzijde
4. (half 2024 - half 2025): interieur noordzijde
5. (voorjaar 2025 - voorjaar 2026): interieur zuidzijde

## Patroonheilige
De exacte datum van wanneer de kerk is gewijd aan Catharina van Alexandrië is niet geweten. (In Hoogstraten heeft men er voor gekozen om Katharina met een 'K' te schrijven naar het Griekse katharós, dat 'rein' of 'zuiver' betekent.) Door de kruisvaarders werd de verering van haar meegebracht uit het oosten. Haar naamdag wordt gevierd op 25 november. In 1394 komt de naam 'Beatae Catharinae de Hoestraten' voor het eerst voor. Jan IV van Kuik had reeds in 1422 een kapelanie gewijd aan Sint-Catharina. Minder geweten is dat de kerk ook gewijd is aan de Heilige Drievuldigheid, zoals het beeld boven het portaal aangeeft.

## Interieur

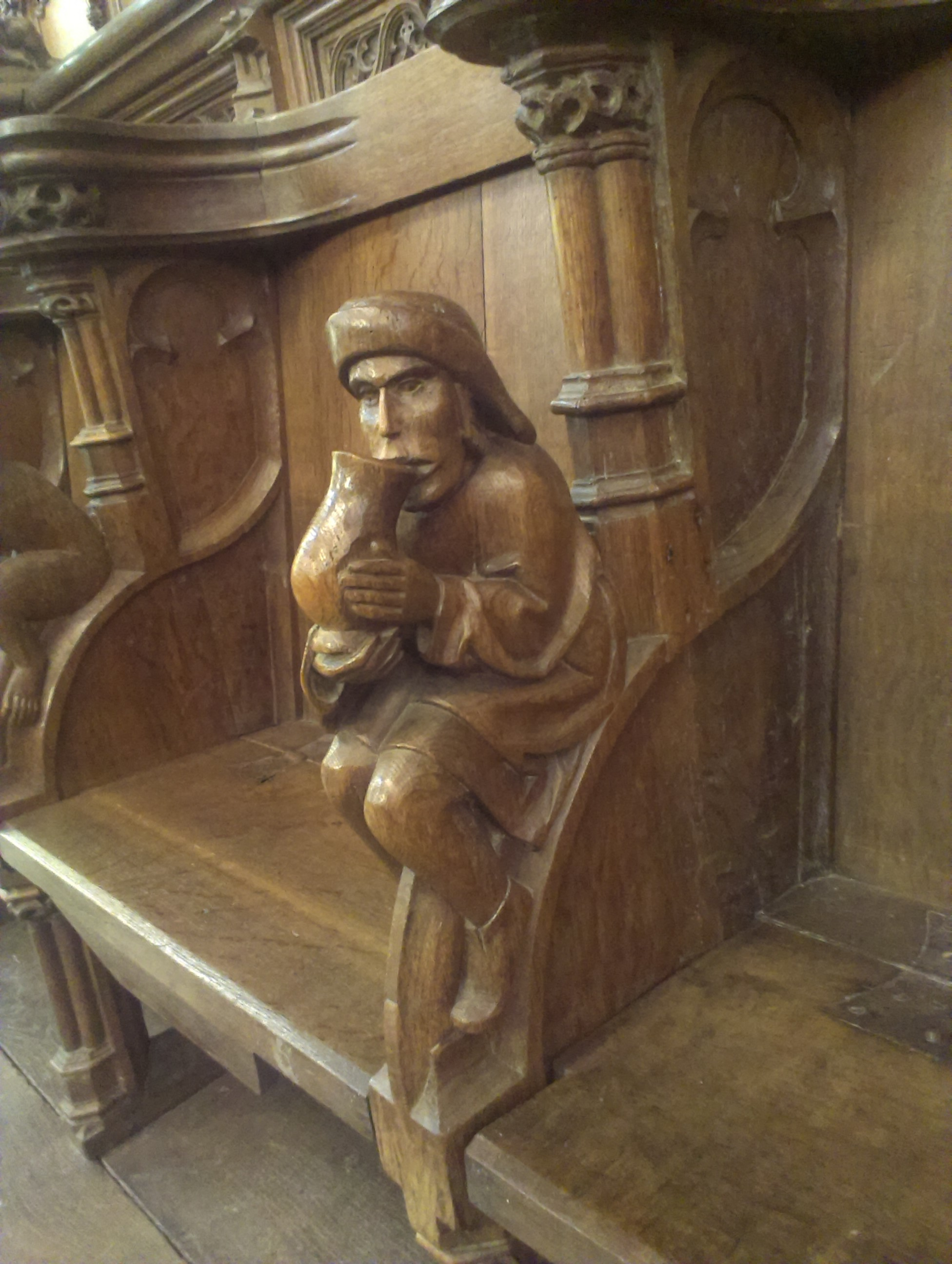
Detail van het koorgestoelte in de Sint-Katharinakerk

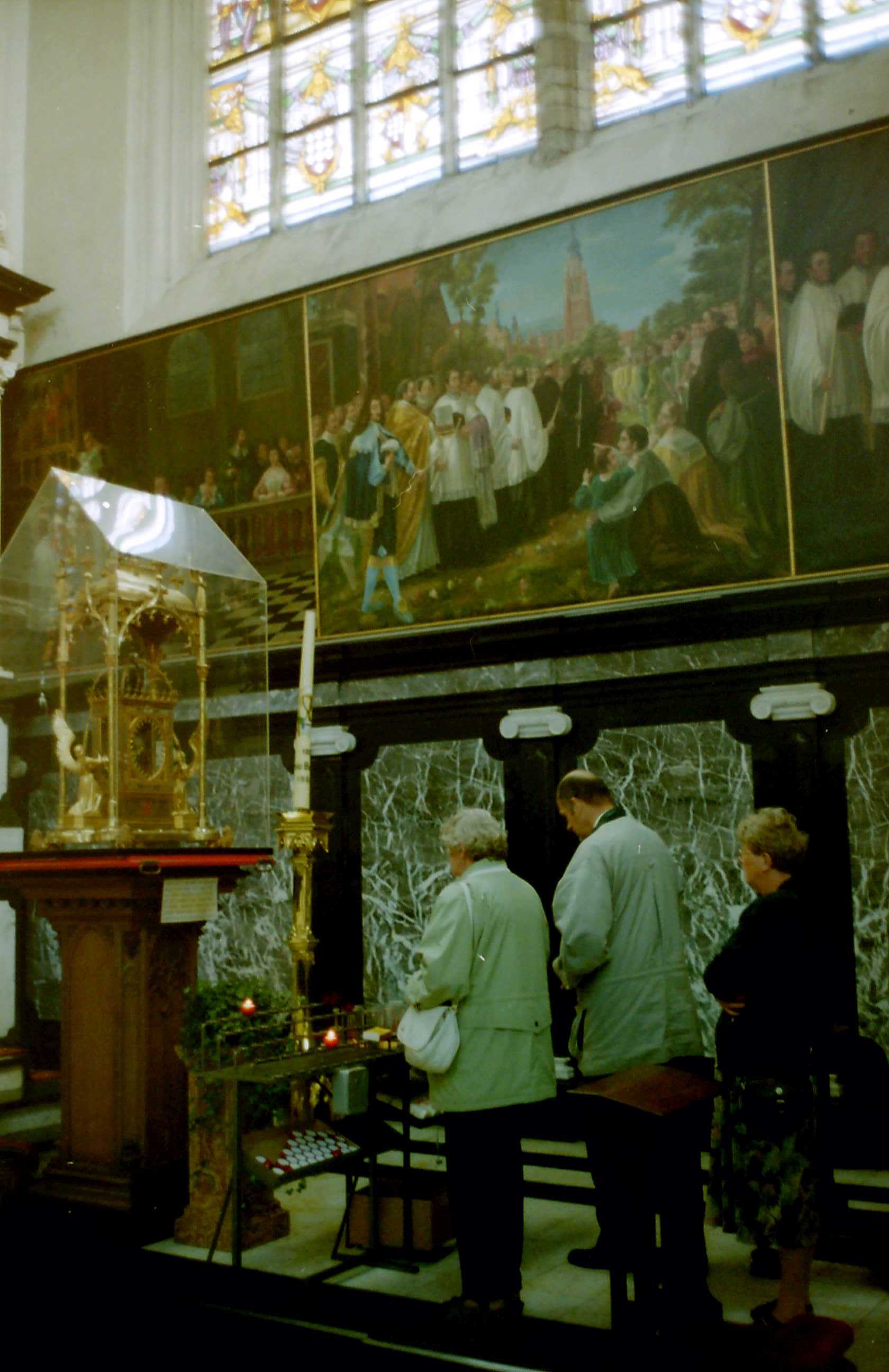
Het gulden schrijn van het Heilig-Bloed

De kerk bevat 5 historische topics die tijdens de bouw in de 16de eeuw reeds aanwezig waren en die de moeite waard zijn om te bezoeken. 
- Glas-in-loodramen
- Praalgraf van Antoon I van Lalaing en Elisabeth van Culemborg
- Wandtapijten
- Laatgotisch koorgestoelte
- Vlaamse Primitief: Taferelen uit het leven van de heilige Jozef

Uit latere eeuwen dateren het hoogaltaar (1854-1856), een kansel uit 1735 en een marmeren en een houten communiebank (beide uit 1767). Uiteraard zijn er nog vele andere bezienswaardigheden

### Glasramen
De bouw van de kerk startte in 1525 en het eerste glasraam van "Karel II van Lalaing en Margaretha van Croy-Chimay" door Claes Mathysen, dateert van 1528. Karel was de oudere broer van de tweede graaf van Hoogstraten, Filips van Lalaing. De glasramen werden bij de bouw reeds in een vroeg stadium ingebouwd.
Boven het hoofdaltaar bevinden zich zeven hoge ramen die de zeven sacramenten uitbeelden (1531-1533): doopsel, vormsel, priesterschap, biecht, eucharistie, huwelijk en ziekenzalving. Ze zijn van de hand van glasschilder Antonis Eversoen uit Culemborg. In de noordelijke zijbeuk bevindt zich een groot glasraam dat wordt toegeschreven aan Pieter Coecke van Aelst, leermeester van Pieter Bruegel de Oude: "Het Laatste Avondmaal met de acht Staten van Holland" (1535). Boven het koorgedeelte bevinden zich nog zes ramen van Claes Matthijs. Ook Filips van Egmont staat afgebeeld op een glasraam.
In 1837 werd de hulp ingeroepen van Leopold I van België en zijn in 1835 opgerichte Koninklijke Commissie voor Monumenten voor het achterstallig onderhoud van de glasramen. De glasramen van de Sint-Goedele basiliek waren immers ook met gelden uit dit fonds gerestaureerd. In 1839 kwam een storm over Hoogstraten die onnoemelijk veel schade veroorzaakte aan de glasramen. Hoogstraten kreeg nu een prioriteit van nationaal belang. Francois Capronnier werd aangesteld als restaurateur. Even later nam zijn zoon Jean-Baptiste Capronnier de zaak over.
Omwille van de oorlog werden in 1941 vijftien historische glasramen uitgehaald en in de grafkelders gestopt. Hierdoor werden deze ramen gered van vernieling. Vier historische, daterend van 1533 tot 1548, en twaalf neogotische glasramen waren tijdens de oorlog niet uitgehaald en hebben de oorlog niet overleefd. Ook het groot glasraam in de zuidelijke zijbeuk werd vernield: "De Besnijdenis van Jezus en de aanbidding der Wijzen". Dit werd opnieuw gemaakt in 1968 door Marc de Groot.
Na de heropbouw van de kerk in de jaren vijftig werden in 1963 kandidaat-glazeniers aangeschreven om de lege plaatsen terug op te vullen. Jan Huet en Marc de Groot sturen hun ontwerpen in. Jan Huet krijgt in 1974 acht nieuwe glasramen toegewezen in het voorste gedeelte van de kerk, terwijl Marc De Groot twaalf glasramen, de parabels en de mirakels, mag plaatsen in de zijbeuken. Helaas stierf op 2 april 1976 Jan Huet, waarna zijn leerling Jan Willemen uit het Nederlandse Dongen de werken kreeg toegewezen. Ook het groot glasraam boven het portaal, "Het Lam Gods", is van zijn hand. De toenmalige kerkfabriek wenste een verwijzing naar het Lam Gods van de gebroeders Van Eyck, dat eveneens een verwijzing was naar de Heilig-Bloedverering. Wanneer de priester opkeek tijdens de rite van de eucharistie, keek hij in het glasraam dat verwijst naar de tekst: "Zie het Lam Gods, dat wegneemt de zonden ter wereld" (Johannes, I, 29-36).
Het meest recente glasraam, "Laat de Engelen zingen", werd in 2004 ontworpen en in de zuidelijke kruisbeuk geplaatst door Raph Huet, neef van Jan Huet.

### Grafmonumenten

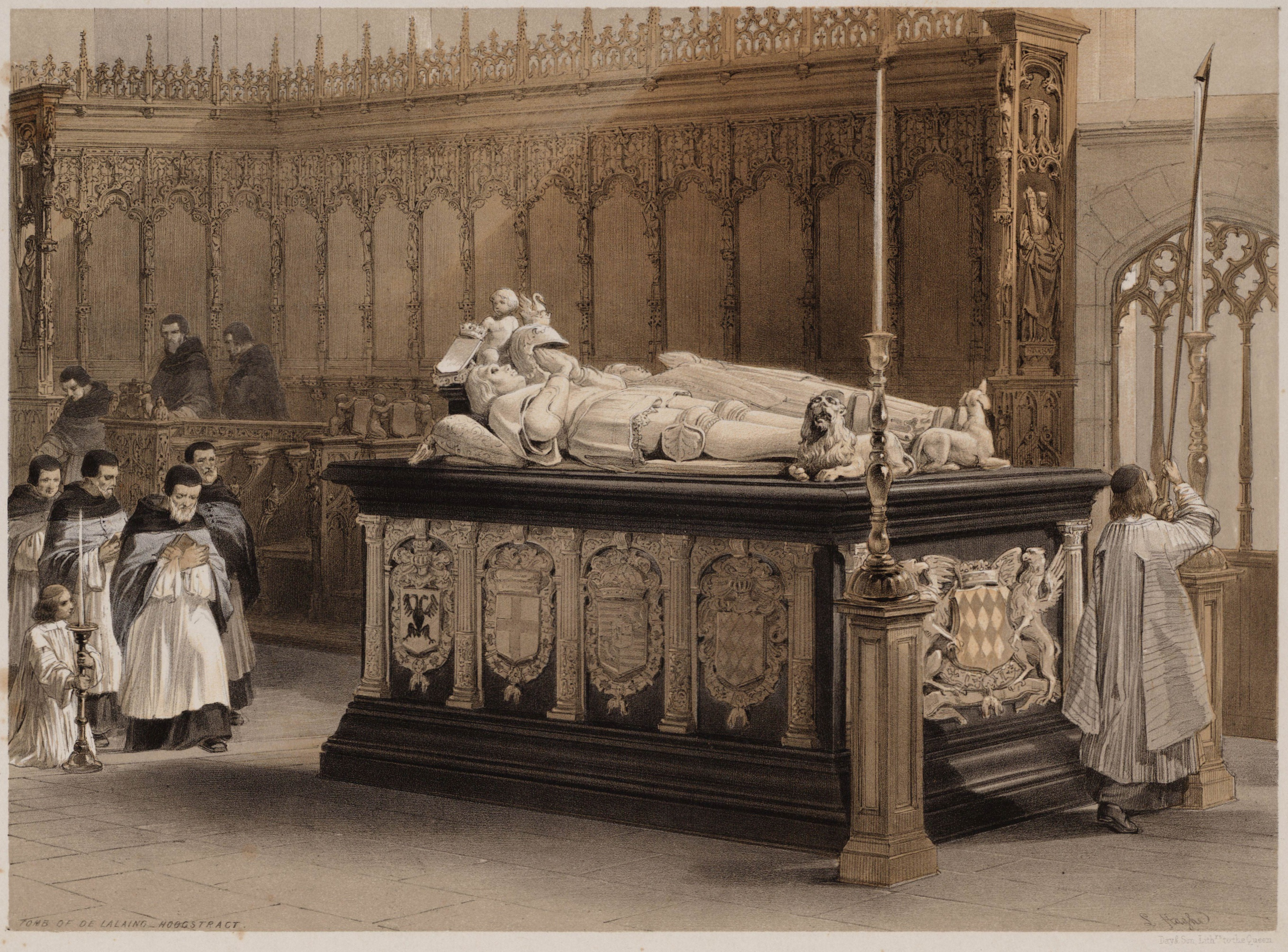
Praalgraf van Antoon I van Lalaing en Elisabeth van Culemborg

Het marmeren grafmonument van de eerste graven van Hoogstraten, Antoon van Lalaing en Elisabeth van Culemborg, dateert van 1527-1529 en is van de hand van Jehan Mone. Een barok praalgraf met de afbeelding van de militair Karel Florentijn van Salm (1638-1676) werd gemaakt door de Vlaamse beeldhouwer Pieter Scheemaeckers. Van zijn kleinzoon Niklaas Leopold van Salm-Salm (1701-1770) is eveneens een marmeren grafmonument in de kerk aanwezig.

### Wandtapijten
De kerk herbergt vijf wandtapijten uit de jaren 1540. Ze stellen de patroonheiligen voor van de graaf en de gravin die de kerk lieten bouwen. De wandtapijten kan je in hoge resolutie terugvinden op de website van de kerk zelf: www.sintkatharinakerk.be (zie externe link onderaan)
- Drie Wandtapijten van Elisabeth van Hongarije, patroonheilige van Elisabeth van Culemborg. Dit wandtapijt bestaat uit negen taferelen en is het best bewaard gebleven. De taferelen zijn duidelijk gescheiden door zuilen.

1. Verloving: Elisabeth wordt als kind verloofd met Lodewijk, landgraaf van Hessen.
2. Afscheid: Elisabeth wordt ten afscheid gekust door haar moeder Gertrudis
3. Huwelijk: Eens volwassen trouwt Elisabeth met Lodewijk IV van Thüringen (opmerking: volgens deze link was Elisabeth eerst verloofd met broer Herman...)
4. Nederigheid: Elisabeth verzorgt de behoeftigen - visioen van Elisabeth dat zij de gekruisigde Christus in haar bed treft.
5. Liefdadigheid: Elisabeth geeft haar kleren aan de armen, terwijl ze zit te spinnen, daalt een engel neer en geeft haar een gouden mantel.
6. Gastvrijheid: Een vriend van haar man komt op bezoek, zij kleedt zich met voornoemde mantel om haar aalmoezen te verstoppen.
7. Boetevaardigheid: Toen Elisabeth niet naar een sermoen van een priester geluisterd had, werd ze door hem berispt en kreeg ze van de roeden van haar dienstmaagd.
8. Kerkbezoek en bekoring: Eindelijk vernam ze van Godswege het uur van haar dood.
9. Gebed, afscheid en dood: Voorstelling van haar praalgraf waar ze begroet wordt door armen, zieken en kreupelen.

- Twee wandtapijten van Antonius van Egypte, patroonheilige van Antoon de Lalaing. Een wandtapijt was ernstig beschadigd teruggevonden op de zolder van de kerk. Sommige delen vielen niet meer te herstellen. Een bron uit 1557 vermeld drie tapijten. Er zijn dus delen verdwenen.

1. Antonius in gebed: Terwijl zijn broeders werken, wijdt Antonius zich aan het gebed
2. Afscheid: Wanneer Antonius de dood voelt naderen, trekt hij naar de woestijn om te bidden
3. Dood: Toen hij stierf, werd hij door zijn broeders begraven

### Koorgestoelte
De kerk bevat een klein gestoelte uit de 15e eeuw en een groot laatgotisch gestoelte, vervaardigd door Albrecht Gelmers in de periode 1532-1548. In de koorbanken vindt men de afbeeldingen van de apostelen en van heiligen terug. Daarnaast beeldde Gelmers ook heidense taferelen uit en moraliserende volksspreuken. Het is een van de laatste gestoeltes waarin de figuratieve verbeelding zich mocht uitleven, dit werd in 1563 door het
Concilie van Trente verboden.

### Vlaamse Primitief

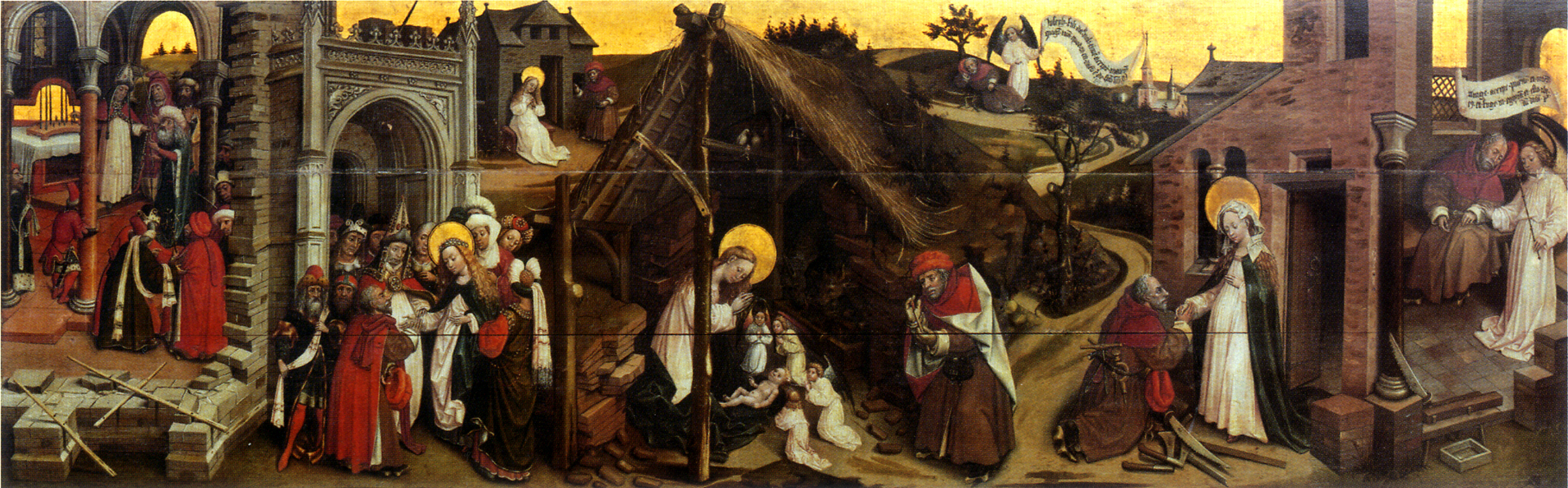
Taferelen uit het leven van Sint-Jozef

Een schilderij van een onbekende schilder uit de 15de eeuw is een van de trekpleisters van de kerk. (Vlaamse Meesters in Situ) .

### Altaren
Naast de vijf highlights is er nog veel meer te zien zoals de altaren... 

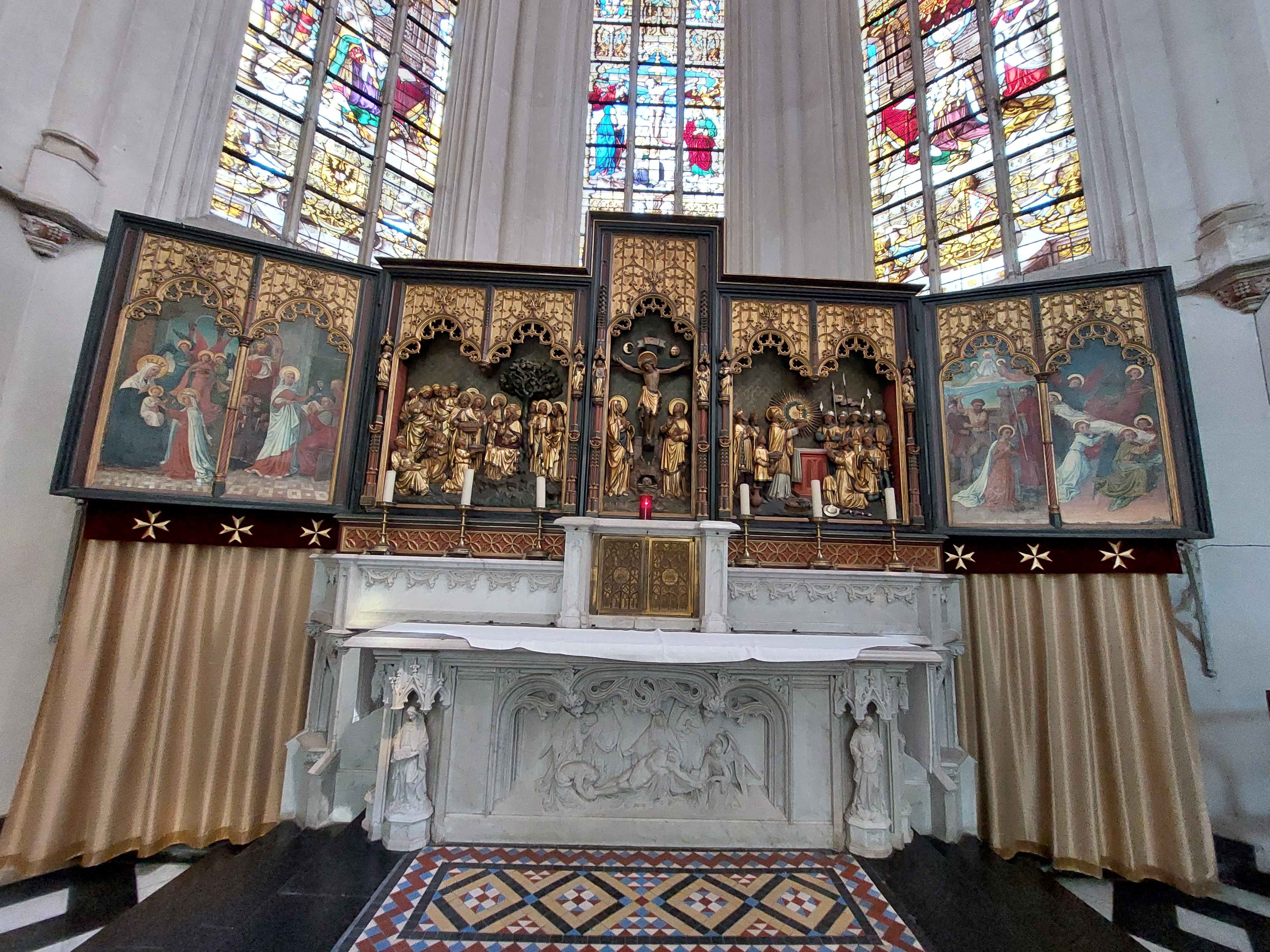
Hoofdaltaar 19e eeuw
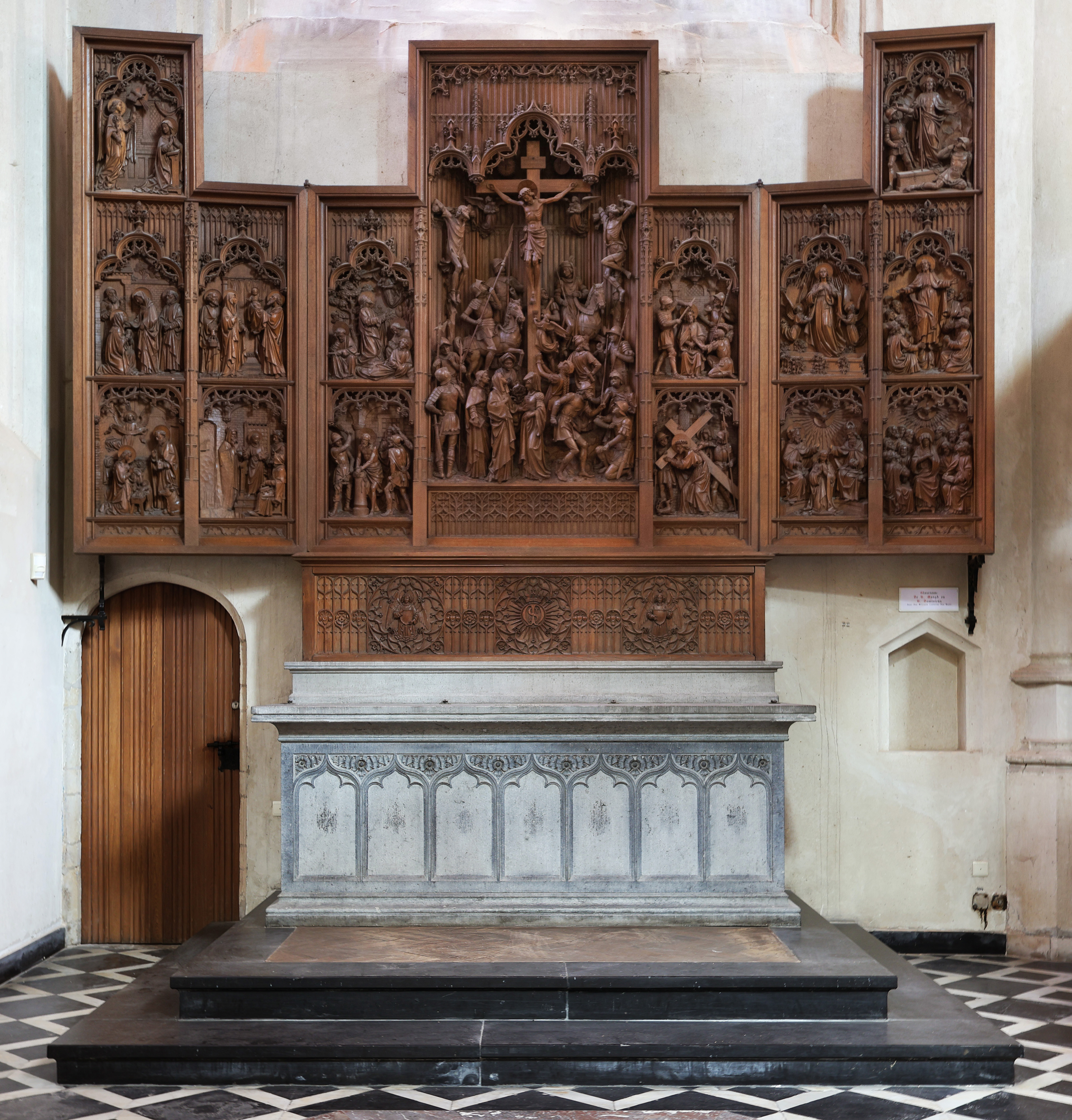
Altaar van O.-L.-V. van de Rozenkrans door Jan Gerrits
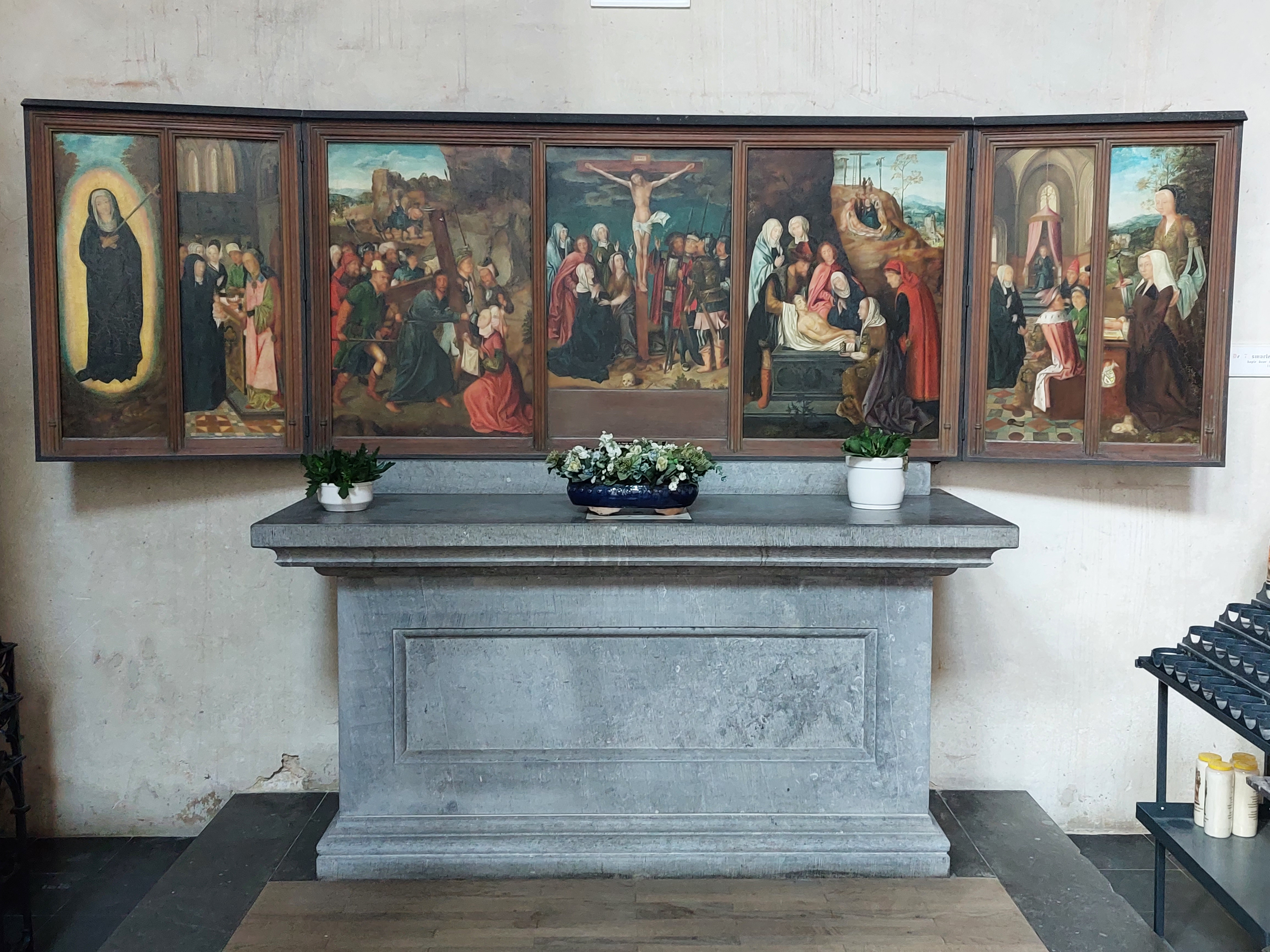
Altaar van O.L.V. van Smarten - 1953 - Het schilderij is een kopie door M. Van Heck uit 1962. Het origineel bevindt zich in het Koninklijk Museum voor Schone Kunsten te Antwerpen.
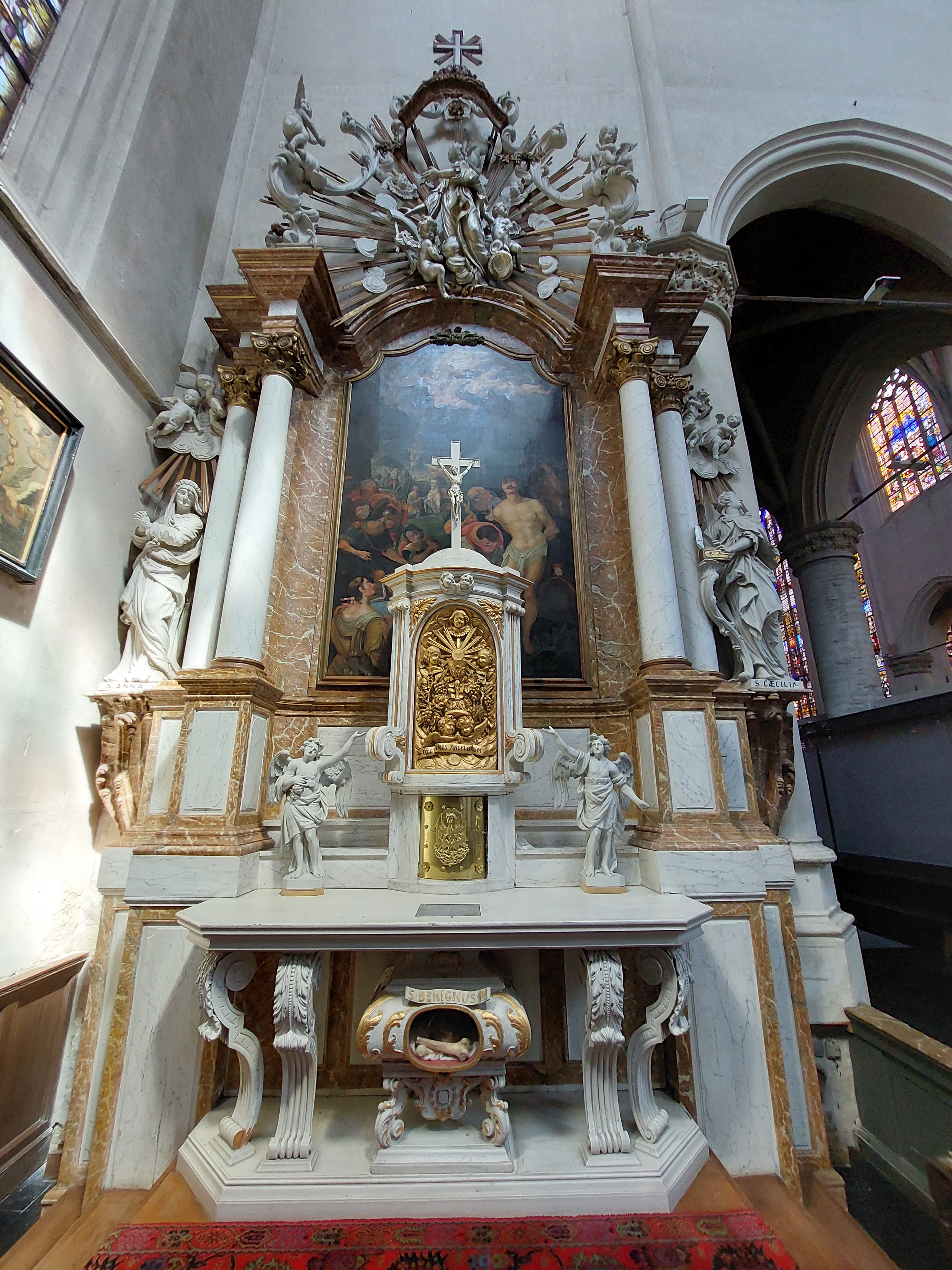
Altaar van Sint-Katharina, schilderij "De marteling van Sint-Sebastiaan", altaar voor de plaatselijke Sint-Sebastiaansgilde
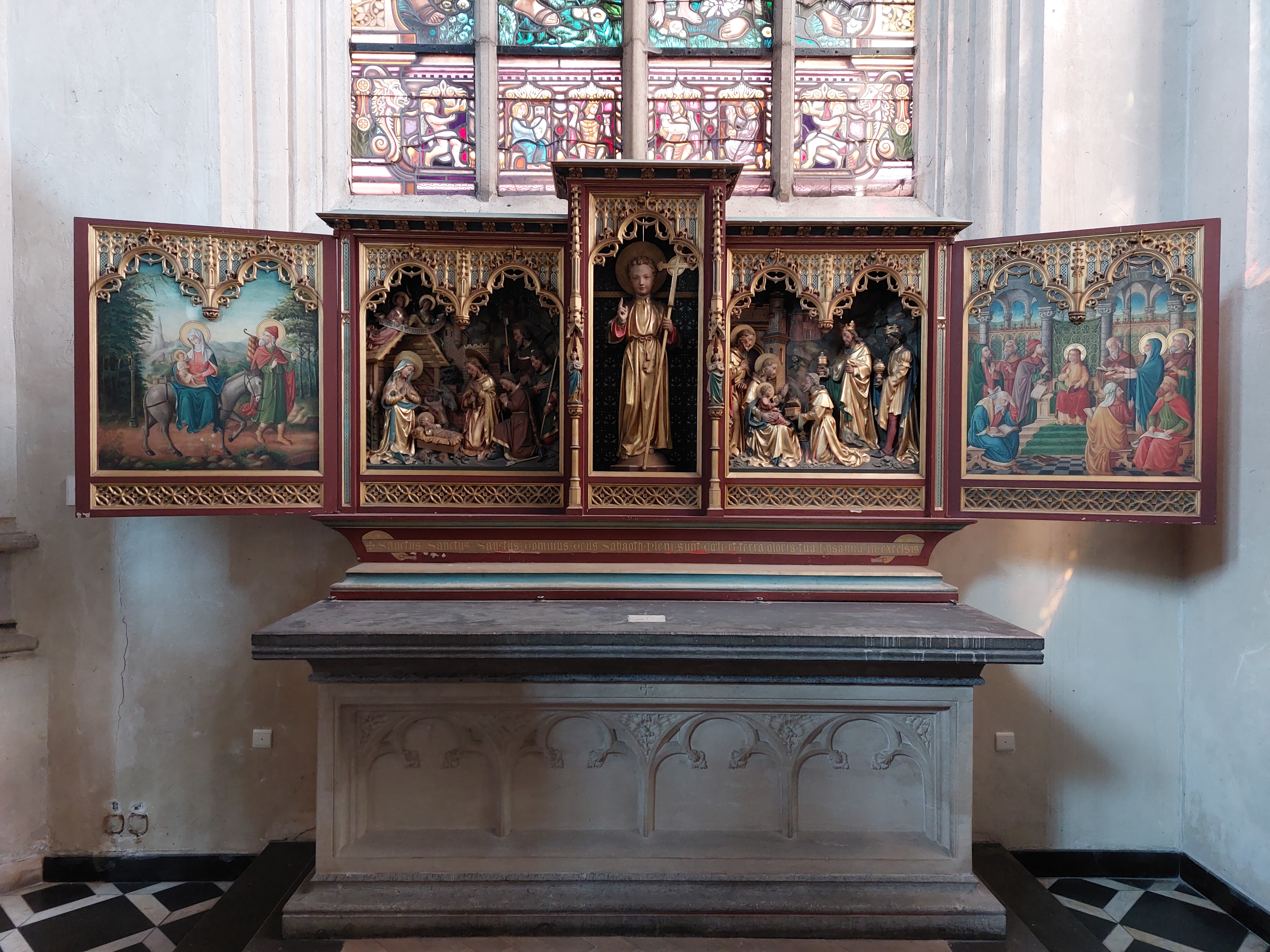
Altaar van de Zoete Naam Jezus door Frans De Vriendt en M. Bressers en H. de Tracy (1891-1893)

## Heilig Bloed

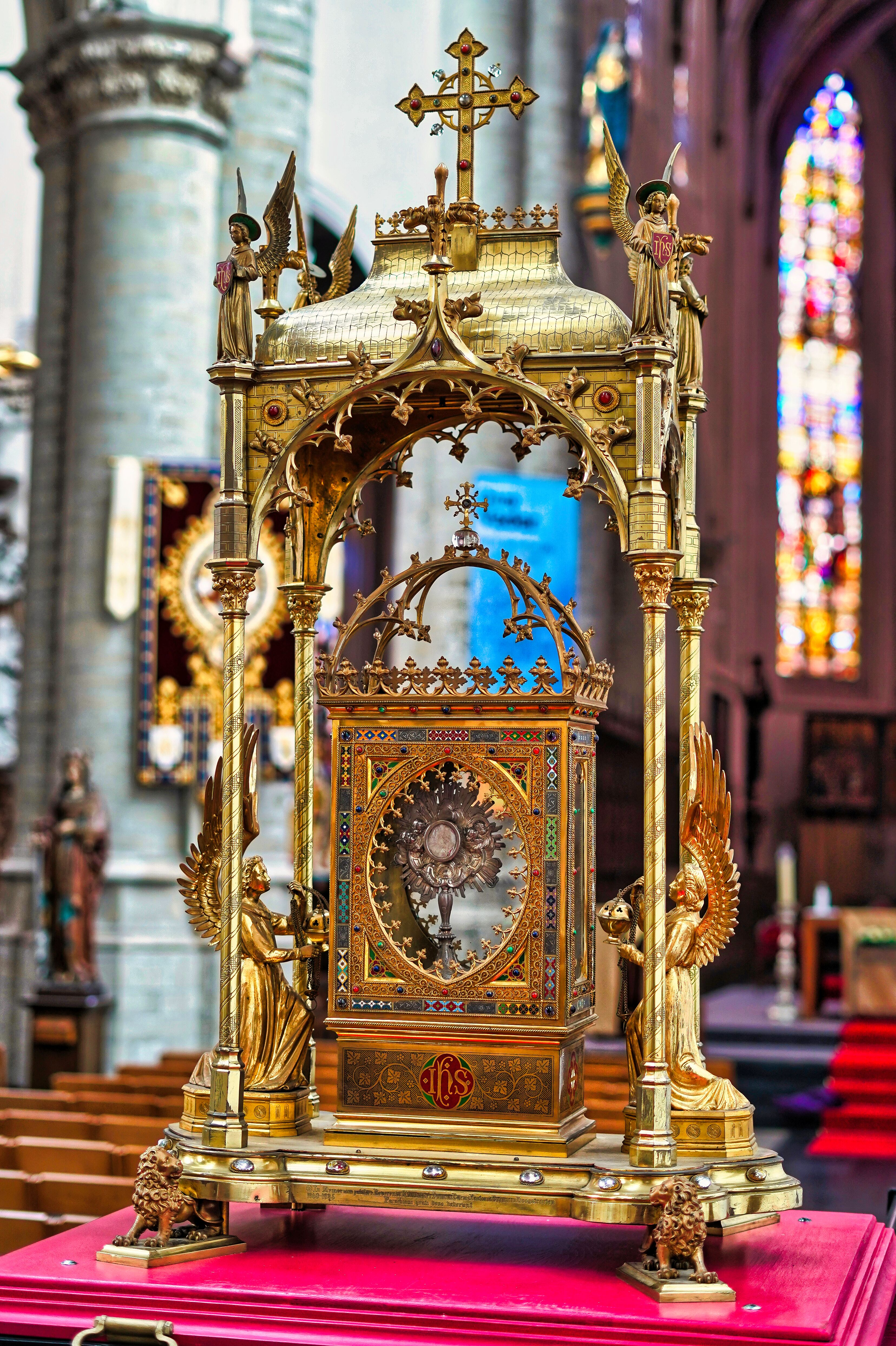
Heilig-Bloedschrijn van Hoogstraten

De Sint-Katharinakerk is de thuishaven van de Boxtelse doeken van het Heilig Bloedwonder. In tegenstelling met het Heilig-Bloed van Brugge gaat het hier niet om een relikwie van het bloed van Christus, maar gaat het om de verering van een wonder dat de verering van de eucharistie centraal stelt. Het verhaal gaat over een priester, Eligius van den Aker, die op zijn sterfbed opbiecht dat hij witte miswijn had gemorst op het altaardoek na de consecratie, dus nadat de wijn ritueel veranderd was in het 'bloed van Christus'. De vlek op het altaardoek kleurde onmiddellijk rood. Deze altaardoeken gingen al snel op in de volksdevotie van Boxtel. Na de Vrede van Münster kregen de katholieken het zwaar in Nederland. Het protestantisme stond een soberder kerk voor waar de bijbelteksten centraal stonden. Eerst werden de doeken naar Antwerpen gebracht om ze in veiligheid te brengen. Op 20 mei 1652 kwamen de doeken aan in de Sint-Katharinakerk van het Belgische Hoogstraten. Er werd een aanvraag ingediend bij de paus om een processie met de doeken te mogen houden. Men verkreeg de toestemming om dit de eerste en tweede zondag na Pinxteren te doen. Sindsdien gaat de processie bij goed weer uit waarbij het schrijn rondgedragen wordt, de eerste zondag in noordelijke richting, de tweede zondag in zuidelijke richting. Na de Tweede Wereldoorlog werd de processie vernieuwd door deken Jozef Lauwerys en priester Remi Lens. In 1952 ging deze voor het eerst uit. Er zijn vier onderdelen: de openingsgroepen, de uitbeelding van de eucharistie, Onze-Lieve-Vrouw en de sacramenten. De processie wordt afgesloten door het voltallige stadsbestuur waarbij ze een Flambeeuw of processielantaarn dragen.
- Legende van het Heilig Bloed in Hoogstraten op YouTube

## Instrumenten

### Orgels
In 1563-1565 bouwde orgelmaker Brebos een orgel voor de kerk. In 1870 werd een nieuw orgel in Lodewijk XVI-stijl gebouwd door de firma Dryvers uit Rotselaar. Dat orgel werd vernield in 1944.

#### Pelsorgel
In 1954 werd een voorlopig Pelsorgel geplaatst. Op 16 juli 1961 werd een nieuw driemanuaals Pelsorgel ingewijd door Mgr Van Wayenbergh, gebouwd in het atelier te Lier voor 1.297.000 fr. door Bernard Pels & Zoon uit Alkmaar (NL). In 2014 werd het gerestaureerd door Verschueren Orgelbouw uit Ittervoort (NL). Het orgel bevat 50 sprekende stemmen.
- Een concert van Brass Band Borderbrass vzw met Pelsorgel in samenwerking met Mixtuur (Sint-Katharinakerk) op YouTube

#### Thomasorgel
De orgelbouwer Dominique Thomas uit Ster-Francorchamps leverde in 2005 een koororgel van 18 stemmen in opdracht van het Orgelfonds. Organist Bernard Foccroulle speelde het orgel in op 27 mei 2005 tijdens het gouden organistenjubileum van organist Jos Bruurs.
- Israëlisch volkslied Sint Katharinakerk Hoogstraten (Thomasorgel) op YouTube

### Beiaard en luidklokken

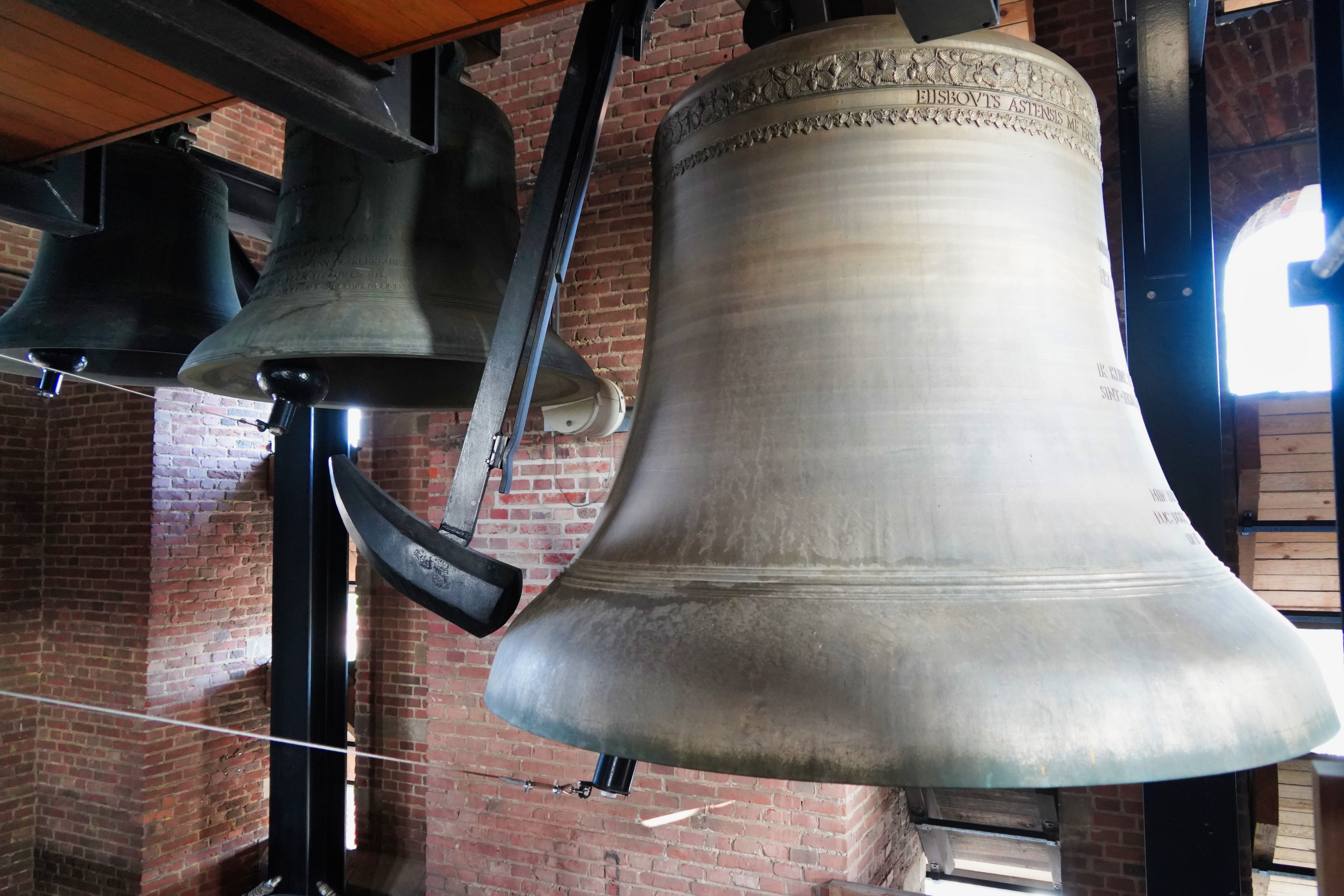
Grote luidklok

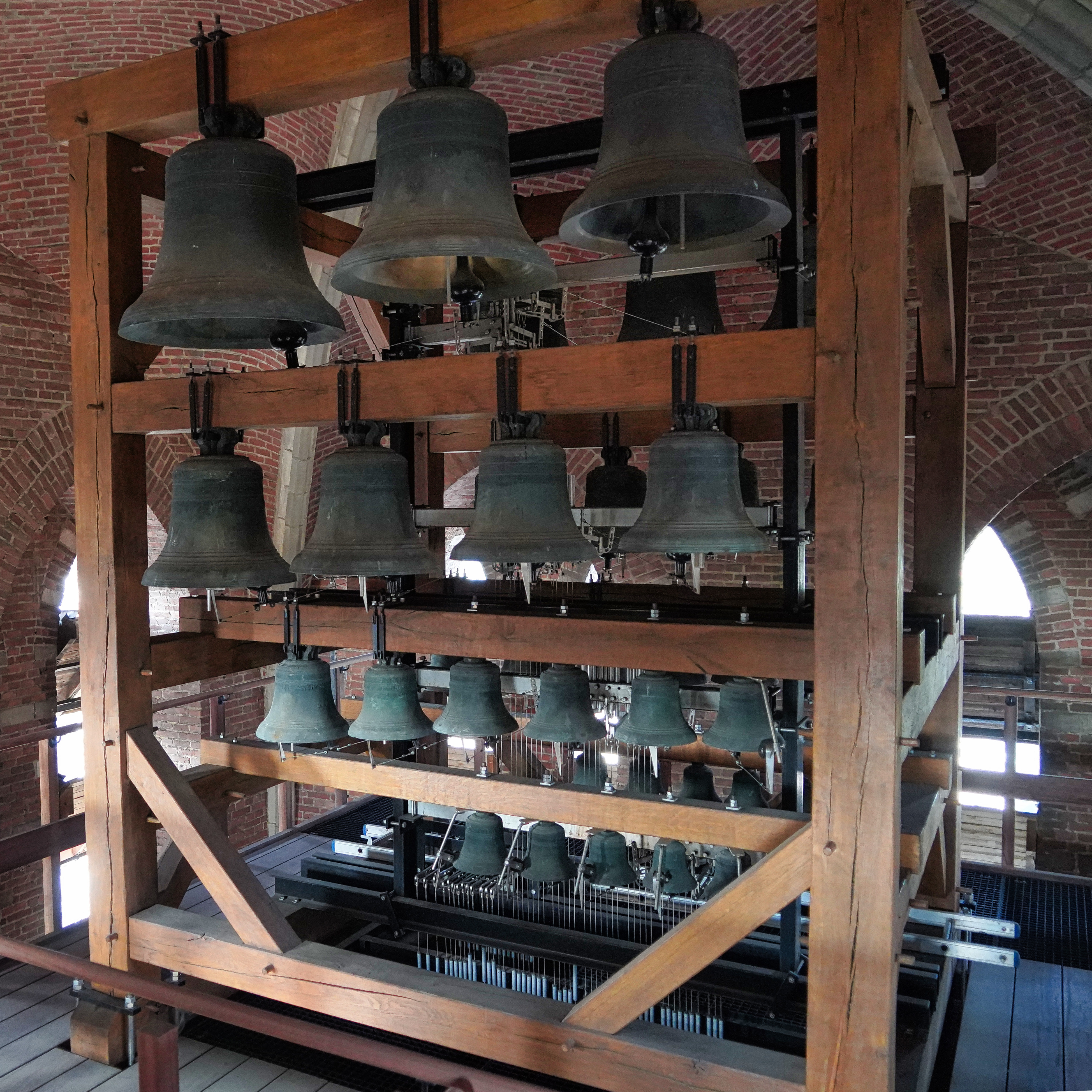
Beiaard Hoogstraten

Het oudste document dat betrekking heeft op de aanschaf van klokken voor de toenmalige Sint-Catharinakerk dateert van 12 juli 1430. Hierin is sprake van een lening om "die clocken mede op te helpen in den Torre". We spreken hier nog van de oude romaanse kerktoren. Wegens de grote rekening vermoedt men dat het om verscheidene klokken moest gaan van een vrij groot gewicht. In die tijd hing er ook een reeks van drie voorslagklokjes in de kerktoren. Aan het einde van de 15e eeuw klom hun aantal op tot 7 of 8 klokken, zodanig dat er een muzikaal voorspel uitgevoerd kon worden.
Toen de kerk herbouwd werd werden de klokken in de nieuwe toren opgehangen. Ook het originele uurwerk werd teruggehangen op de nieuwe toren.
Begin 16e eeuw werden diverse klokken gegoten voor de kerk van Hoogstraten. Volgens bronnen werd in 1521 een beiaard-meester benoemd wat laat vermoeden dat er toen reeds een beiaard aanwezig was. De beiaard telde in de 18e eeuw 40 klokken. De twee bekendste beiaardiers die deze beiaard bespeelden, waren vader Johannes en zoon Amandus de Gruytters. Deze laatste was de beiaardier tijdens de Franse Revolutie. Zijn muziekspel werd ongetwijfeld beïnvloed door richtlijnen van de toenmalige Franse overheersers. Aangenomen wordt dat er op bevel Franse patriottische liederen werden gespeeld.
Op 13 en 14 oktober 1943 was er de klokkenroof: De Maria- en de Sint-Jozefklok uit 1892 werden uit de kerk gehaald door de Duitsers. De andere historische klokken werden vernield op 23 oktober 1944 door het dynamiteren van de kerktoren.
De huidige klokken dateren van uit de periode van de heropbouw van de toren (1953-1958). In 1957 kwamen 24 Hemonyklokken (1654-1655) van de onbruik geraakte kapittelbeiaard van de Antwerpse kathedraal naar Hoogstraten. Zij waren op aanraden van stadsbeiaardier J. Gebruers in bruikleen gegeven. In ruil kreeg Antwerpen twee zwaardere luidklokken met een aangepaste toon. Om tot een beiaard met 50 klokken te komen dienden er nog 26 klokken aangekocht te worden. De firma Michiels in Doornik stond in voor deze levering en voor het herstemmen en opkuisen van de 24 16de-eeuwse klokken. De vernieuwde beiaard werd feestelijk ingespeeld op zondag 1 mei 1960.
De beiaard is uitgerust met een automatisch speelwerk. De klokken werden in de periode 2005-2010 grondig gerestaureerd.
Op 27 februari 2018 werden alle klokken uit de toren gehaald om nieuwe bevestigingsbalken te maken in de toren. De toren had te lijden onder loskomende stenen en men wilde de trillingen van de klokken naar het metselwerk minimaliseren. Er kwamen tevens vier nieuwe basklokken bij: Franciscus, Elisabeth, Rombout en Leonardus. Deze werden in het voorjaar van 2018 gemaakt door klokkengieterij Eijsbouts in Asten. Er werd van de gelegenheid gebruik gemaakt om alle klokken in het atelier te stemmen. Op 11 juli 2018 was er de wijding van de klokken Franciscus en Elisabeth, op 12 juli die van Rombout en Leonardus door vicaris-generaal Bruno Aerts. Op 14 augustus 2018 werden de klokken terug geplaatst. Hiervoor diende men het metselwerk van de galmgaten deels af te breken. Op 4 augustus 2019 werd de beiaard feestelijk ingespeeld door Jo Haazen en stadsbeiaardier Luc Dockx. Op 15 september werd de gerestaureerde kerktoren gezegend door bisschop Johan Bonny

## Voetnoten
1. ↑  De keuze voor de rode baksteen werd waarschijnlijk ingegeven door het feit dat er geen natuursteen voorhanden was. De aanvoer van natuursteen was ongetwijfeld niet betaalbaar omdat er geen bevaarbare waterwegen zijn in Hoogstraten.
2. ↑  Het gelmelslot is sinds 1931 een penitentiaire instelling met open karakter. Voorheen (1880-1931) was ze een landbouwkolonie. De landbouwkolonie was er voor bedelaars en landlopers. De doelstelling was deze mensen door landbouwarbeid terug op het goede pad te helpen. De gebouwen zijn gelegen langs de Gelmelstraat.
3. ↑  Op de plaats waar het clarissenklooster stond staat heden het klein seminarie van Hoogstraten.